# Odds 777
Odds 777 er en dansk film fra 1932. Blandt de medvirkende kan nævnes:
- Liva Weel
- Emanuel Gregers
- Inger Stender
- Angelo Bruun
- Svend Bille
- Schiøler Linck
- Axel Frische
- Helga Frier
- Gull-Maj Norin